# 里蒂阿帕切塔山
14°44′39″S 69°7′2″W / 14.74417°S 69.11722°W
里蒂阿帕切塔山（Rit'i Apachita），是玻利維亞的山峰，位於該國西部拉巴斯省的弗朗茨塔馬約省，屬於安第斯山脈中阿波洛班巴山脈的一部分，海拔高度5,029米。